# Adorjáni Zsuzsa
Adorjáni Zsuzsa (Marosvásárhely, 1960. augusztus 13. –) magyar színésznő.

## Életpályája
Marosvásárhelyen született, 1960. augusztus 13-án. Színészi diplomáját 1985-ben szerezte a Szentgyörgyi István Színművészeti Főiskolán. Pályáját a sepsiszentgyörgyi Állami Magyar Színházban kezdte, majd egy évig a kolozsvári Állami Színház tagja volt. 1988-tól 1997-ig a kaposvári Csiky Gergely Színházban szerepelt, játszott a Jurta Színházban is és 2009-től a kézdivásárhelyi Városi Színházban lépett fel.

## Fontosabb szerepei
- Paul Foster: I. Erzsébet... I. Erzsébet
- Szophoklész: Antigoné... Antigoné
- William Shakespeare: Othello... Emilia
- William Shakespeare: Romeo és Júlia... Montague-né
- William Shakespeare: Hamlet... Színész-királynő; II. sírásó
- Fjodor Mihajlovics Dosztojevszkij – Bezerédi Zoltán: Bűn és bűnhődés... Marfa Petrovna; Kurva I.
- Pierre Carlet de Chamblain de Marivaux: Kolónia... Asszony
- Federico García Lorca: Yerma... 1. Sógornő
- Bertolt Brecht: A kaukázusi krétakör... Kövér komorna; Anikó
- Arthur Miller: Istenítélet... Sarah Good
- Henrik Ibsen: Peer Gynt... A vőlegény anyja
- George Orwell: Állatfarm... szereplő
- Alan Alexander Milne: Micimackó... Kanga
- Vörösmarty Mihály – Görgey Gábor: A fátyol titka...Lidi
- Bródy Sándor: A tanítónő... Id. Nagyné
- Sütő András: Vidám sirató egy bolyongó porszemért... Magdus
- Nyirő József: Jézusfaragó ember... Amáli
- Tamási Áron: Ábel... Édes
- Tamási Áron: Tündöklő Jeromos... Szabóné, posztós asszony
- Horváth Péter:  Csao Bambino... Szolimán Edit
- Horváth Péter – Presser Gábor – Sztevanovity Dusán: A padlás... Mamóka
- Sólem Aléchem – Joseph Stein – Jerry Bock: Hegedűs a háztetőn... Sandel, Mótel Kamzojl anyja
- Alan Jay Lerner – Frederick Loewe: My Fair Lady... Mrs. Higgins
- Ábrahám Pál: 3:1 a szerelem javára... Borcsa
- Halló! Itt a Víg-Adó! Szilveszteri Kabaré 2009... szereplő
- Szamuil Marsak: A bűvös erdő... Mostoha
- Lyman Frank Baum – Schwajda György: Óz, a nagy varázsló... Emmi néni